# Gruta de Phong Nha

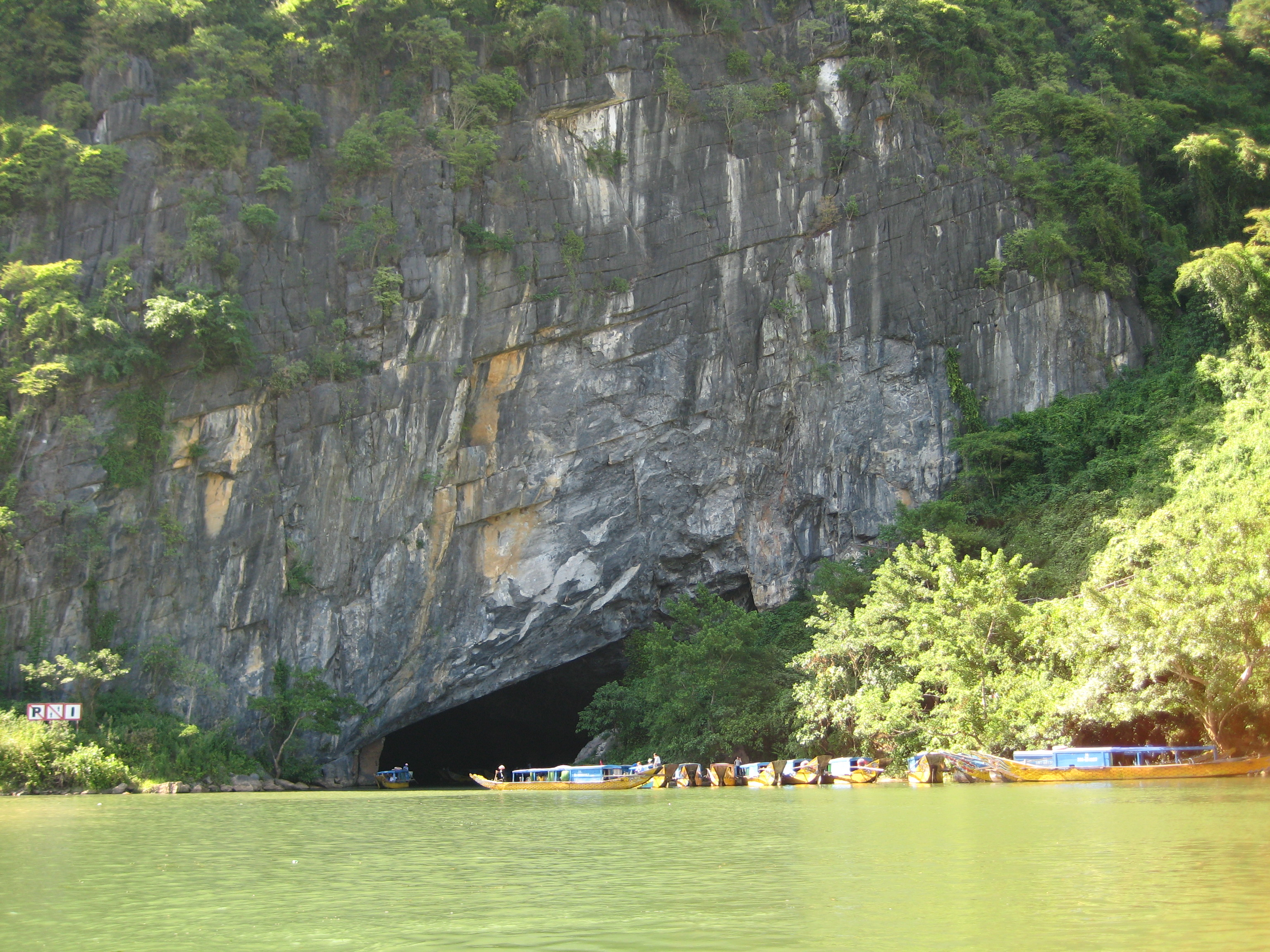
Vista externa de la "Cueva de Phong Nha"

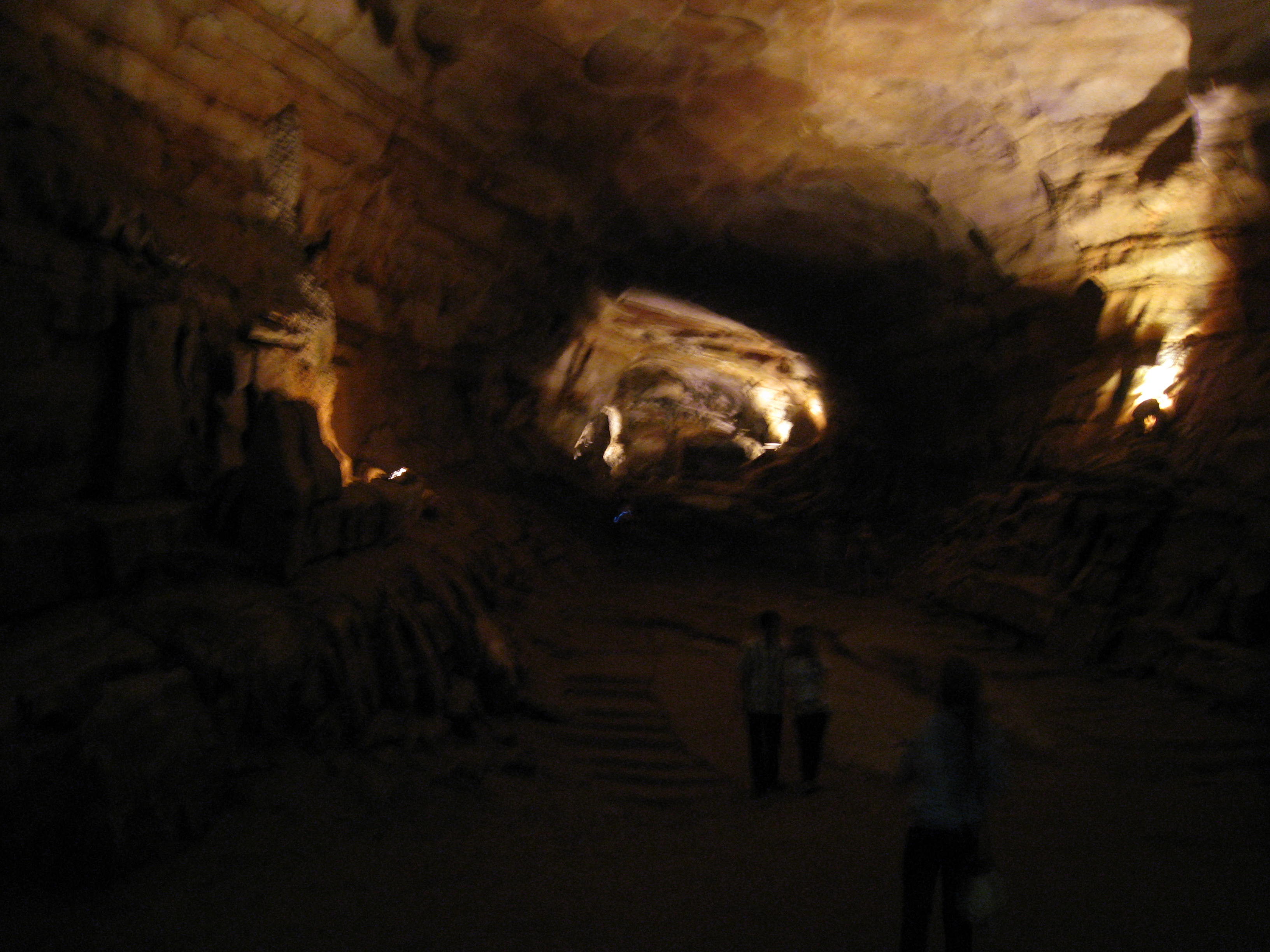
Vista interna de la "Cueva de Phong Nha"

La cueva de Phong Nha es una cueva en la provincia de Quang Binh, en Vietnam. Está situada en el Parque nacional Phong Nha-Kẻ Bàng.
Antes del descubrimiento de Son Doong, esta cueva era considerada la más grande de Vietnam.

## Características
La cueva de Phong Nha, de la que se deriva el nombre de todo el sistema y del parque, es famosa por sus formaciones rocosas a las que se les ha dado nombres como el "León", las "Cuevas de las hadas", la "Corte Real" y el "Buda". La cueva de Phong Nha tiene 7729 m de largo, pero los turistas solo pueden penetrar hasta una distancia de 1500 m y contiene varias grutas o cámaras, incluidas las grutas de Bi Ky. Su sistema de cuevas presenta pasadizos subterráneos y cuevas fluviales llenas de estalactitas y estalagmitas. Las estalagmitas que solían estar en la entrada de la cueva aparentemente inspiraron su nombre: Phong Nha significa "viento y dientes". Phong Nha es famosa por su formación rocosa que lleva nombres intrigantes como el 'León', 'Unicornio', 'Elefante arrodillado' y 'Buda'. Después de fluir unos 19 km bajo tierra, el río Son emerge de la boca de esta cueva, drenando una gran área de las montañas de piedra caliza alrededor de Phong Nha. Phong Nha ha sido votada como una de las cuevas más maravillosas del mundo por varias razones: por su río subterráneo más largo, por su lago subterráneo más hermoso, por su entrada más alta y ancha, por su cueva seca más hermosa y ancha, por su banco de arena y arrecife más hermoso, así como por sus más espectaculares estalactitas, estalagmitas y grutas de agua más largas.